# Davide Valsecchi
Davide Valsecchi (Erba, 24 gennaio 1987) è un ex pilota automobilistico, conduttore televisivo e opinionista italiano.

## Carriera

### Inizi
Inizia a correre con le monoposto nel 2003, partecipando alle competizioni della Formula Renault fino al 2007; prende infatti parte alla Formula Renault italiana e alla Eurocup Formula Renault, per poi giungere alla World Series by Renault nel 2006. In questa categoria vince la sua prima gara a livello internazionale, durante la stagione 2007. Occasionalmente partecipa anche a eventi di Formula 3 italiana e tedesca.

### GP2 Series e altre categorie
Nel 2008 inizia la stagione correndo nella GP2 Asia Series per il team Durango, raggiungendo l'ottavo posto in classifica; in seguito con lo stesso team partecipa alla stagione della GP2 Series. Durante le qualifiche per la seconda gara dell'anno, a Istanbul, è protagonista di un incidente: durante una staccata per entrare in curva l'impianto frenante non si aziona e il pilota finisce dritto contro le barriere di protezione. Lo schianto gli procura la compressione di tre vertebre lombari, costringendolo a saltare anche i due eventi successivi; torna a correre al quinto Gran Premio a Silverstone. In occasione dell'ultima gara del campionato a Monza riesce a vincere la sua prima gara nella serie e con i risultati ottenuti si piazza 15º in classifica.

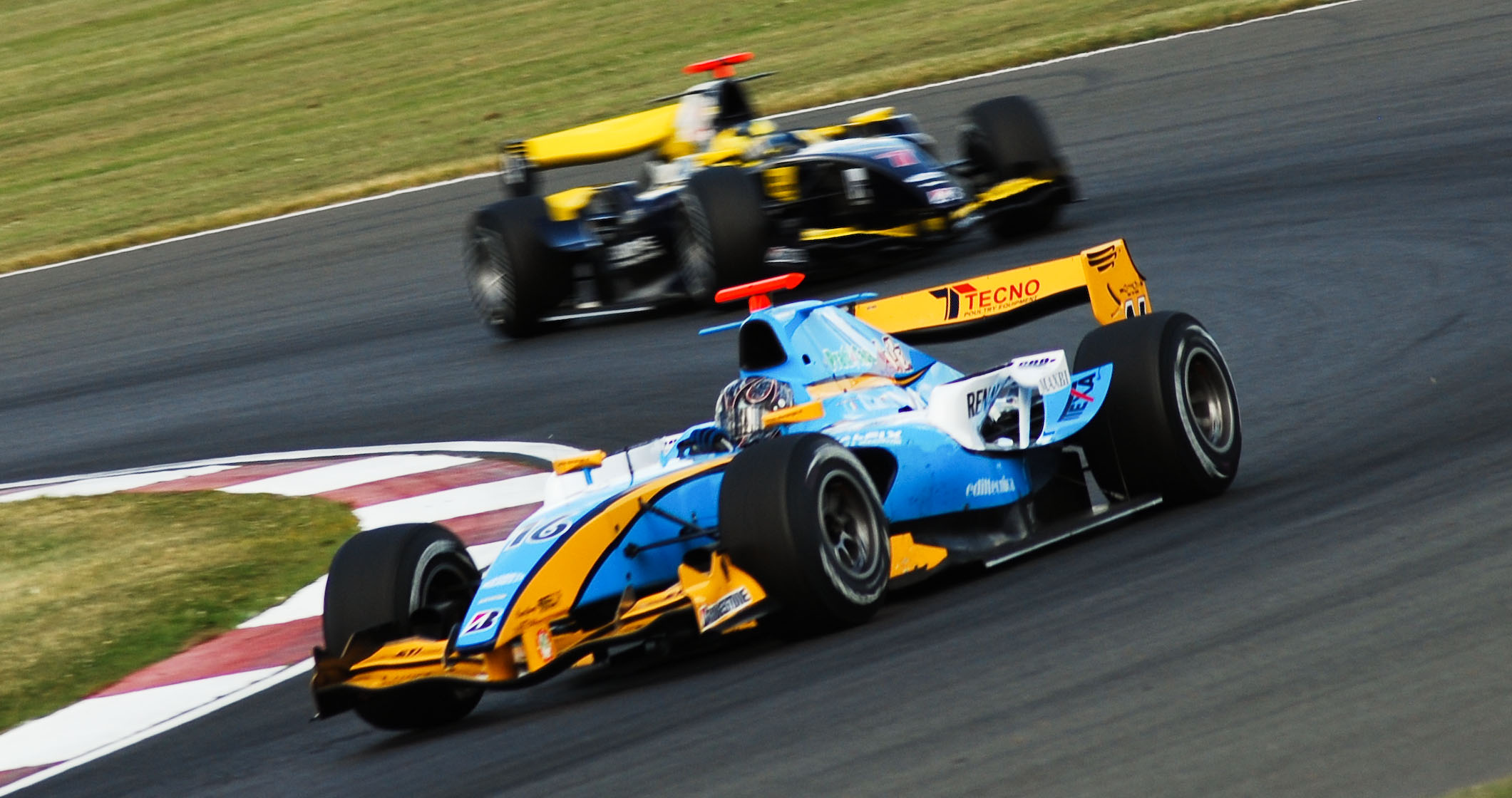
Valsecchi in GP2 nel 2008

Prosegue con il team Durango anche nell'inverno 2008-2009, quando partecipa alla GP2 Asia finendo al quarto posto con una vittoria all'attivo, ottenuta a Shanghai. Nella serie principale ottiene un unico podio in Turchia; a partire dalla gara di Valencia passa alla Barwa Addax per sostituire Romain Grosjean, a sua volta impegnato in Formula 1. A fine stagione è 17º in classifica.
In occasione della GP2 Asia Series 2009-2010 passa a correre per la iSport International; vince tre gare e sale altre tre volte sul podio, riuscendo ad ottenere il titolo con tre corse di anticipo. In seguito con la stessa scuderia partecipa alla GP2 Series, piazzandosi per due volte sul podio prima di vincere l'ultima corsa ad Abu Dhabi, portandosi all'ottavo posto in graduatoria.

### Formula 1
Nel 2010 disputa anche il suo primo test in Formula 1 con la HRT sul circuito di Abu Dhabi prima di essere ingaggiato per il 2011 come collaudatore dalla Lotus; il suo debutto in Formula 1 avviene in occasione della prima sessione di prove libere del GP della Malesia, dove guida la vettura di Heikki Kovalainen.
Allo stesso tempo continua il suo impegno in GP2 con l'esordiente Team Air Asia; nella Asia Series ottiene un podio e la 7ª piazza finale, mentre nella serie principale vince Gara 1 a Monaco e si conferma in ottava posizione al termine della stagione.
Nel 2012 viene ingaggiato dalla DAMS; nella prima parte di stagione ottiene un podio a Sepang e tre vittorie consecutive in Bahrain, mentre in seguito ottiene altri cinque podi prima di tornare alla vittoria a Monza; nell'arco della stagione contende il titolo piloti al brasiliano Luiz Razia, riuscendo a diventare matematicamente campione al termine di Gara 1 a Singapore.
Nel 2013 assume il ruolo di terzo pilota della Lotus in Formula 1.

### Competizioni Gran Turismo
Nel 2014 gareggia nell'International GT Open con una Lamborghini Gallardo GT3 del team Eurotech Engineering, in equipaggio con Giovanni Venturini. Dal 2016 corre con la Lamborghini Huracán GT3 nel Trofeo Blancpain Sprint Series.

### Televisione
Dal 2013 al 2023 è stato opinionista del mondiale di Formula 1 per Sky Sport F1.
Dal 22 marzo 2016 è uno dei conduttori insieme a Guido Meda e Joe Bastianich della trasmissione Top Gear Italia in onda su Sky Uno.
Dal 2022 viene selezionato dalla FIA per intervistare i piloti post gara/qualifica.
Nel giugno 2023 lui e Matteo Bobbi sono stati sospesi per commenti sessisti.
Nel febbraio 2024 annuncia di aver interrotto il suo rapporto di lavoro con Sky.
Da maggio 2024 entra a far parte del team di commento di Formula 1 della RSI (Radiotelevisione della Svizzera Italiana).

## Risultati

### Riepilogo carriera
| Stagione | Categoria                      | Team                    | Gare         | Vittorie     | Pole         | GPV          | Podi         | Punti        | Pos.         |
| -------- | ------------------------------ | ----------------------- | ------------ | ------------ | ------------ | ------------ | ------------ | ------------ | ------------ |
| 2003     | Formula Renault italiana       | RP Motorsport           | 12           | 0            | 0            | 0            | 0            | 24           | 15º          |
| 2003     | Formula Renault 2000 Masters   | RP Motorsport           | 1            | 0            | 0            | 0            | 0            | 0            | NC           |
| 2003     | F3 italiana                    | RP Motorsport           | 1            | 0            | 0            | 0            | 0            | 0            | NC           |
| 2004     | Formula Renault italiana       | Cram Competition        | 15           | 0            | 0            | 0            | 0            | 31           | 14º          |
| 2004     | Eurocup Formula Renault 2.0    | Cram Competition        | 11           | 0            | 0            | 0            | 0            | 2            | 31º          |
| 2004     | F3 italiana                    | Corbetta                | 2            | 0            | 0            | 0            | 0            | 0            | NC           |
| 2005     | Formula Renault italiana       | RP Motorsport           | 17           | 0            | 1            | 1            | 2            | 104          | 7º           |
| 2005     | Eurocup Formula Renault 2.0    | RP Motorsport           | 2            | 0            | 0            | 0            | 0            | 0            | NC           |
| 2005     | F3 italiana                    | Corbetta                | 3            | 0            | 0            | 0            | 1            | 35           | 7º           |
| 2005     | F3 tedesca                     | Corbetta                | 2            | 0            | 0            | 0            | 0            | 0            | NC           |
| 2005     | F3000 International Masters    | ADM Motorsport          | 1            | 0            | 0            | 0            | 0            | 3            | 14º          |
| 2006     | Formula Renault 3.5 Series     | Epsilon Euskadi         | 15           | 0            | 1            | 0            | 2            | 43           | 10º          |
| 2006     | Le Mans Series                 | Barazi-Epsilon (LMP2)   | 3            | 0            | 0            | 0            | 0            | 6            | 15º          |
| 2007     | Formula Renault 3.5 Series     | Epsilon Euskadi         | 17           | 1            | 0            | 0            | 2            | 37           | 16º          |
| 2008     | GP2 Asia Series                | Durango                 | 10           | 0            | 0            | 0            | 0            | 17           | 8º           |
| 2008     | GP2 Series                     | Durango                 | 14           | 1            | 0            | 0            | 1            | 11           | 15º          |
| 2008–09  | GP2 Asia Series                | Durango                 | 11           | 1            | 0            | 0            | 4            | 34           | 4º           |
| 2009     | GP2 Series                     | Durango                 | 20           | 0            | 0            | 0            | 1            | 12           | 17º          |
| 2009     | GP2 Series                     | Barwa Addax             | 20           | 0            | 0            | 0            | 1            | 12           | 17º          |
| 2009–10  | GP2 Asia Series                | iSport International    | 8            | 3            | 1            | 4            | 6            | 56           | 1º           |
| 2010     | GP2 Series                     | iSport International    | 20           | 1            | 1            | 0            | 3            | 31           | 8º           |
| 2010     | Auto GP                        | RP Motorsport           | 2            | 0            | 0            | 0            | 0            | 0            | 23º          |
| 2011     | GP2 Asia Series                | Team AirAsia            | 4            | 0            | 0            | 0            | 1            | 9            | 7º           |
| 2011     | GP2 Series                     | Team AirAsia            | 18           | 1            | 0            | 1            | 2            | 30           | 8º           |
| 2011     | Formula 1                      | Team Lotus              | Collaudatore | Collaudatore | Collaudatore | Collaudatore | Collaudatore | Collaudatore | Collaudatore |
| 2012     | GP2 Series                     | DAMS                    | 24           | 4            | 2            | 5            | 10           | 247          | 1º           |
| 2013     | Formula 1                      | Lotus F1 Team           | Collaudatore | Collaudatore | Collaudatore | Collaudatore | Collaudatore | Collaudatore | Collaudatore |
| 2014     | International GT Open          | Eurotech Engineering    | 0            | 0            | 0            | 0            | 0            | 0            | NC           |
| 2016     | Blancpain GT Series Sprint Cup | Attempto Racing         | 3            | 0            | 0            | 0            | 0            | 0            | NC           |
| 2016     | Blancpain GT Series Sprint Cup | GRT Grasser Racing Team | 2            | 0            | 0            | 0            | 0            | 0            | NC           |

### Formula Renault 3.5 Series
(Legenda) N.B. Le gare in grassetto indicano una pole position mentre quelle in corsivo indicano il giro più veloce in gara.
| Anno | Scuderia        | 1   | 2   | 3   | 4   | 5   | 6   | 7   | 8   | 9   | 10  | 11  | 12  | 13  | 14  | 15  | 16  | 17  | Punti | Pos. |
| ---- | --------------- | --- | --- | --- | --- | --- | --- | --- | --- | --- | --- | --- | --- | --- | --- | --- | --- | --- | ----- | ---- |
| 2006 | Epsilon Euskadi | ZOL | ZOL | MON | IST | IST | MIS | MIS | SPA | SPA | NÜR | NÜR | DON | DON | LMS | LMS | CAT | CAT | 43    | 10º  |
| 2006 | Epsilon Euskadi | NP  | 15  | NQ  | 5   | 3   | Rit | 3   | 8   | Rit | 8   | 12  | 16  | 7   | 17  | 5   | 15  | Rit | 43    | 10º  |
| 2007 | Epsilon Euskadi | MNZ | MNZ | NÜR | NÜR | MON | HUN | HUN | SPA | SPA | DON | DON | MAG | MAG | EST | EST | CAT | CAT | 37    | 16º  |
| 2007 | Epsilon Euskadi | Rit | Rit | 8   | 1   | 8   | Rit | Rit | 10  | 13  | 21  | 2   | 8   | 13  | 13  | 11  | 11  | 9   | 37    | 16º  |

### GP2 Series
(Legenda) N.B. Le gare in grassetto indicano una pole position mentre quelle in corsivo indicano il giro più veloce in gara.
| Anno | Scuderia               | 1   | 2   | 3    | 4    | 5    | 6    | 7   | 8   | 9   | 10  | 11  | 12  | 13  | 14  | 15  | 16  | 17  | 18  | 19  | 20  | 21  | 22  | 23  | 24  | Punti | Pos. |
| ---- | ---------------------- | --- | --- | ---- | ---- | ---- | ---- | --- | --- | --- | --- | --- | --- | --- | --- | --- | --- | --- | --- | --- | --- | --- | --- | --- | --- | ----- | ---- |
| 2008 | Durango                | CAT | CAT | IST  | IST  | MON  | MON  | MAG | MAG | SIL | SIL | HOC | HOC | HUN | HUN | VAL | VAL | SPA | SPA | MNZ | MNZ |     |     |     |     | 11    | 15º  |
| 2008 | Durango                | 10  | 5   | NP   | NP   |      |      |     |     | 19  | 6   | Rit | 14  | Rit | 13  | Rit | 7   | Rit | 6   | 8   | 1   |     |     |     |     | 11    | 15º  |
| 2009 | Durango                | CAT | CAT | MON  | MON  | IST  | IST  | SIL | SIL | NÜR | NÜR | HUN | HUN |     |     |     |     |     |     |     |     |     |     |     |     | 11    | 15º  |
| 2009 | Durango                | Rit | 16  | 15   | 18   | 3    | Rit  | 10  | 14  | 13  | 10  | 5   | 9   |     |     |     |     |     |     |     |     |     |     |     |     | 11    | 15º  |
| 2009 | Barwa Addax Team       |     |     |      |      |      |      |     |     |     |     |     |     | VAL | VAL | SPA | SPA | MNZ | MNZ | ALG | ALG |     |     |     |     | 11    | 15º  |
| 2009 | Barwa Addax Team       |     |     |      |      |      |      |     |     |     |     |     |     | 11  | Rit | Rit | 8   | 14  | 9   | 7   | 14  |     |     |     |     | 11    | 15º  |
| 2010 | iSport International   | CAT | CAT | MON  | MON  | IST  | IST  | VAL | VAL | SIL | SIL | HOC | HOC | HUN | HUN | SPA | SPA | MNZ | MNZ | YMC | YMC |     |     |     |     | 31    | 8º   |
| 2010 | iSport International   | 10  | 11  | Rit  | 16   | 2    | 4    | 10  | 6   | 7   | 6   | 17  | 18  | 9   | 3   | 18  | 8   | 9   | 16  | 5   | 1   |     |     |     |     | 31    | 8º   |
| 2011 | Caterham Team Air Asia | IST | IST | CAT  | CAT  | MON  | MON  | VAL | VAL | SIL | SIL | NÜR | NÜR | HUN | HUN | SPA | SPA | MNZ | MNZ |     |     |     |     |     |     | 30    | 8º   |
| 2011 | Caterham Team Air Asia | 16  | 16  | 4    | 4    | 1    | 5    | 3   | 4   | 14  | 17  | 13  | Rit | 16  | 14  | 10  | 10  | 20  | Rit |     |     |     |     |     |     | 30    | 8º   |
| 2012 | DAMS                   | SEP | SEP | BHR1 | BHR1 | BHR2 | BHR2 | CAT | CAT | MON | MON | VAL | VAL | SIL | SIL | HOC | HOC | HUN | HUN | SPA | SPA | MNZ | MNZ | SGP | SGP | 247   | 1º   |
| 2012 | DAMS                   | 2   | Rit | 1    | 1    | 1    | 3    | 4   | 3   | 4   | Rit | 18  | 10  | 7   | 2   | 13  | 7   | 2   | 4   | 3   | Rit | 6   | 1   | 4   | 5   | 247   | 1º   |

### GP2 Asia Series
(Legenda) N.B. Le gare in grassetto indicano una pole position mentre quelle in corsivo indicano il giro più veloce in gara.
| Anno    | Scuderia             | 1    | 2    | 3    | 4    | 5    | 6    | 7    | 8    | 9    | 10   | 11   | 12   | Punti | Pos. |
| ------- | -------------------- | ---- | ---- | ---- | ---- | ---- | ---- | ---- | ---- | ---- | ---- | ---- | ---- | ----- | ---- |
| 2008    | Durango              | DUB1 | DUB1 | SEN  | SEN  | SEP  | SEP  | BHR  | BHR  | DUB2 | DUB2 |      |      | 17    | 8º   |
| 2008    | Durango              | 17   | 6    | Rit  | 19   | 4    | 4    | 6    | 6    | 14   | 4    |      |      | 17    | 8º   |
| 2008–09 | Durango              | SHA  | SHA  | DUB  | DUB  | BHR1 | BHR1 | LOS  | LOS  | SEP  | SEP  | BHR2 | BHR2 | 34    | 4º   |
| 2008–09 | Durango              | 8    | 1    | 2    | C    | 5    | 2    | 6    | 5    | 8    | 3    | 16   | Rit  | 34    | 4º   |
| 2009–10 | iSport International | YMC1 | YMC1 | YMC2 | YMC2 | BHR1 | BHR1 | BHR2 | BHR2 |      |      |      |      | 56    | 1º   |
| 2009–10 | iSport International | 1    | 2    | 2    | 1    | 1    | 20   | 2    | 4    |      |      |      |      | 56    | 1º   |
| 2011    | Team Air Asia        | YMC  | YMC  | IMO  | IMO  |      |      |      |      |      |      |      |      | 9     | 7º   |
| 2011    | Team Air Asia        | 3    | 4    | SQ   | 17   |      |      |      |      |      |      |      |      | 9     | 7º   |

### Risultati in Formula 1
| 2011 | Scuderia | Vettura    |  |    |  |  |  |  |  |  |  |  |  |  |  |  |  |  |  |  |  | Punti | Pos. |
| ---- | -------- | ---------- |  | -- |  |  |  |  |  |  |  |  |  |  |  |  |  |  |  |  |  | ----- | ---- |
| 2011 | Lotus    | Lotus T128 |  | SP |  |  |  |  |  |  |  |  |  |  |  |  |  |  |  |  |  | –     |      |

| Legenda | 1º posto     | 2º posto | 3º posto    | A punti         | Senza punti/Non class.  | Grassetto – Pole position Corsivo – Giro più veloce |
| Legenda | Squalificato | Ritirato | Non partito | Non qualificato | Solo prove/Terzo pilota | Grassetto – Pole position Corsivo – Giro più veloce |

### Blancpain Sprint Series
| Anno | Squadra         | Classe | Vettura                 | MIS | MIS | BRH | BRH | NÜR | NÜR | HUN | HUN | CAT | CAT | Punti | Pos. |
| ---- | --------------- | ------ | ----------------------- | --- | --- | --- | --- | --- | --- | --- | --- | --- | --- | ----- | ---- |
| 2016 | Attempto Racing | Pro    | Lamborghini Huracán GT3 | 22  | NP  | 28  | 28  |     |     |     |     |     |     | 0     | NC   |
| 2016 | GRT Racing Team | Pro    | Lamborghini Huracán GT3 |     |     |     |     | 17  | 24  |     |     |     |     | 0     | NC   |